# Янгс (острів)
Янгс (ісп. Youngs Cay) — безлюдний острів у Шіпстер Лагуні (Shipstern Lagoon), є володінням Белізу, складова частина округу Коросаль.

## Географія
Острів Янґс знаходиться в заплутаних водно-болотяних лабіринтах Шіпстер Лагуни, неподалік узбережжя Белізу, країни Латинської Америки.